# Klinkenbergerpolder
De Klinkenbergerpolder (Klinkenbergspolder) is een polder en een voormalig waterschap in de gemeente Oegstgeest, en de voormalige gemeenten Sassenheim en Warmond (nu Teylingen) in de Nederlandse provincie Zuid-Holland.
Het waterschap was verantwoordelijk voor de vervening, drooglegging en later de waterhuishouding in de polder.